# M. Shadows
Matthew Charles Sanders (ismertebb nevén M. Shadows) (Fountain Valley, Kalifornia, 1981. július 31. –)  az Avenged Sevenfold nevű heavy metal együttes énekese, fő dalszerzője, alapító tagja. Magas bariton hanggal rendelkezik.

## Élete és zenei kezdetek
Shadows korán kezdett énekelni tanulni, de a metal zene iránti érdeklődése később bontakozott ki, amikor is elkezdett gitáron játszani. Úgy gondolja, a zongorán játszás nagy szerepet játszott éneklésének és gitárjátékának fejlődésében. Huntington Beachen járt középiskolába, ahol a Successful Failure nevű punk bandának volt a tagja. Ezt követően 1999-ben megalapította az Avenged Sevenfoldot középiskolai barátokkal, Zacky Vengeance-szel, Jimmy "The Rev" Sullivannel és Matt Wenttel.
Nem sokkal utána Jimmy barátja, Synyster Gates is csatlakozott a bandához szólógitárosként.
Az All Excess című DVD-jükben kiderül, ő adta a nevet a bandának, ami utalás a Genezis könyvére, a Lips of Deceit volt egy másik lehetőség, mind a kettő bibliai utalás.

### Színpadi név
Shadows csakúgy, mint az Avenged Sevenfold többi tagja színpadi nevet használ. Azért esett a választása az M. Shadows névre, mert úgy gondolta, ő a sötétebb karakter a csapatban. Az M a keresztnevére, a Matthew-ra utal, amit nem akart beletenni a nevébe a hangzása miatt. Illetve más sikeres zenészek, például a Guns N’ Roses Slashe vagy a Korn Munkyja miatt is álnevek választása mellett döntöttek.

## Énekstílus
Shadows éneklési stílusa jelentősen fejlődött az évek során. A banda első nagylemezén, a Sounding the Seventh Trumpeten nyers, metalcore stílusú kiabálás hallhatunk, kevés esetben tiszta énekkel. A Waking the Fallen 2003-as megjelenése dallamos vokálokat hozott magával, de a hangja még mindig erős metalcore hatást mutatott. A legfontosabb változás viszont a 2005-ös City of Evil kiadásával történt, ami a zenekar első nagy kiadónál való debütálását is jelentette. Az albumon nem volt kiabálás, viszont annál több jobban megszerkesztett énekdallam. Ez a stílus maradt érvényben azóta minden lemezüknél, a „God Hates Us” és a mostanság megjelentetett Not Ready to Die című dalok kivételével, amiknél visszatérnek a korábbi albumok metalcore gyökereihez.
Olyan pletykák terjedtek, mik szerint Shadows a 2003-as Warped Tour utáni torokműtéte miatt már nem tud kiabálni.  Akárhogyis, ez nem igaz. Andrew Murdock producer cáfolta ezeket a pletykákat:„Amikor találkoztam a bandával a Sounding The Seventh Trumpet után, de a Waking the Fallen előtt, M. Shadows azt mondta nekem: Ez a lemez kiabálós. Amit most akarunk csinálni, az fél kiabálós, fél éneklős. Nem akarok többet csak kiabálni. És az utána következő pedig teljesen éneklős lesz.” Később a Nightmare albumon a God Hates Us című számban visszatérnek a kiabálós-metalcore-os gyökerekhez.

## Hatások
Shadows éneklési és előadási stílusát többnyire klasszikus metal bandáktól szedte. A Guns N’ Rosest jelölte meg legnagyobb hatásként az egyik interjúban: „Imádom azt a bandát. Hasonlítgathattok minket, ahogy akartok – nagy szerepet játszanak abban, hogy egyáltalán egy bandában vagyok és zenét szerzek. A Metallica, Megadeth, Slayer, Ozzy Osbourne és a Pantera ugyancsak hatással volt rá. A Megadeth és a Metallica miatt próbálták beletölteni a klasszikus metal hangzást a zenéjükbe. „A metalarcok annyira keserűek ’Miért nem egy szuperextrém metalbandának vannak olyan sikerei, mint az Avenged Sevenfoldnak?’”, mondta Shadows egy interjúban, „Azért, mert meg van a hagyományos, klasszikus hangzás, aminek a Metallica és a Megadeth kövezte ki az útját. Az a hangzás egy átmenet, az extrém metal nem.” Illetve elmondta, Scott Taylor gitárszakértő tanította játszani.

## Zenei karrier

### Avenged Sevenfold
Shadows az Avenged Sevenfold egyik alapító tagja volt The Revvel és Zacky Vengeance-szel 1999-ben. 2001-ben megjelent az első stúdióalbumuk Sounding The Seventh Trumpet néven. Ők voltak a producerei az albumnak, ami a metalcore stílusba tartozott, vegyes és pozitív kritikákat kapott. Az első albumuk sikerén felbuzdulva a zenekar 2003-ban kiadta a másodikat, Waking the Fallen címmel. Később 2003-ban a Vans Warped Touron is felléptek.

### Más projektek
Shadows számtalan albumon volt vendégszereplő. Például a Steel Panther Feel the Steel című albumán és a Turn Out the Lights egy verssorát is ő énekli. Ő volt a producere a The Confession nevű banda Requiem című albumának, ami, egy interjú szerint egy volt az első lépések közül, lehetővé tette, hogy ők legyenek a saját, 2007-ben kiadott cím nélküli albumuk producerei is.

## Diszkográfia

### Az Avenged Sevenfolddal
| Év   | Album                                   |
| ---- | --------------------------------------- |
| 2001 | Sounding the Seventh Trumpet            |
| 2003 | Waking the Fallen                       |
| 2005 | City of Evil                            |
| 2007 | Avenged Sevenfold                       |
| 2008 | Live in the LBC & Diamonds in the Rough |
| 2010 | Nightmare                               |
| 2011 | Not ready to die (Single)               |
| 2013 | Hail to the King                        |
| 2016 | The Stage                               |

### Vendégszereplések
2002: 

"Savior, Saint, Salvation" (Synyster Gatesszel) | Bleeding Through - Portrait of the Goddess

2005:

"Entombed We Collide" | Death By Stereo - Death for Life

"This Is Not The End" | Death By Stereo - Death for Life

2007:

"The River Good Charlotte" (Synyster Gatesszel) | Good Charlotte - Good Morning Revival

"The End Is Near" | The Confession - Requiem

"Buffalo Stampede" | Cowboy Troy - Black in the Saddle

"Like Always" | Kisses for Kings - Demo

2009:

"Turn Out the Lights" | Steel Panther - Feel the Steel

2010:

"Nothing To Say" | Slash - Slash 

"The Dirty Heads | Check the Level (remix)" (Slash-sel) | The Dirty Heads - Any Port in a Storm

2011:

"Go Alone" | Hell or Highwater - Begin Again